# Edward Cairns Officer
Edward Cairns Officer (Murray Downs (en), 1871 — Macedon, 1921) est un peintre australien.

## Biographie

### Jeunesse et formation en Australie
Edward Cairns Officer naît à Murray Downs (en), en Nouvelle-Galles du Sud, près de Swan Hill (Victoria), le 19 septembre 1871. Il est le troisième fils de Suetonius Henry Officer et de son épouse Mary Lillias Rigg, qui est la fille du révérend Adam Cairns. Son grand-père, Robert Officer (en), médecin et homme politique est un orateur de l'Assemblée tasmanienne de nombreuses années.
Tandis qu'Edward Officer étudie au Toorak College (en), Frederick McCubbin, figure impressionniste de l'École de Heidelberg, rend visite à l'école et encourage Officer à se lancer dans une carrière artistique. Ce dernier suit son conseil et étudie à la National Gallery of Victoria Art School en 1893-1894, et devient l'un des seuls étudiants masculins d'E. Phillips Fox à la Melbourne School of Art,.

### Formation à Paris et Londres, et débuts
Officer part ensuite en 1895 à Paris pour étudier à l'Académie Julian, où il étudie auprès de Jean-Paul Laurens et Benjamin-Constant,. À Londres, il étudie auprès de Solomon Joseph Solomon, et en France, il reçoit aussi l'instruction du peintre et graveur Henri Harpignies. Il expose dans des expositions de premier plan à Paris et à Londres,.
Installé en France, Edward Officer passe du temps à peindre à la colonie artistique d'Étaples dans le nord de la France, aux côtés d'autres Australiens, dont Hilda Rix Nicholas, James Peter Quinn et Rupert Bunny,. Il y peint notamment Automn in Normandy. Il expose au Salon des artistes français en 1897-1899 et est élu membre de la Royal Society of British Artists in 1899.

### Retour en Australie
Edward Cairns Officer rentre à Melbourne en 1900, et devient le directeur de la National Gallery of Victoria Art School jusqu'en juin 1901. En 1903, il remporte le prix Wynne décerné par la Galerie d'art de Nouvelle-Galles du Sud de Sydney pour Glenora.
En 1904-1905, Officer fait une tournée en Europe et dans le Moyen Orient. Il remporte en 1908 le premier prix de la National Art Gallery of New South Wales pour des tableaux de contrées reculées de l'Australie.
Le 14 décembre 1908, il épouse Grace Eleanor, fille du chirurgien Thomas Naghten Fitzgerald (en), à Melbourne. Il s'installe ensuite pendant trois ans à Giverny, en France, et expose régulièrement à Paris et à Londres.
À son retour à Melbourne, il expose des paysages de France, de Grèce, du Pacifique et de Nouvelle-Zélande ; son tableau The Woolshed (« La cabane en bois ») est acheté par Alfred Felton (en), qui le lègue la National Gallery of Victoria à Melbourne,.
Edward Officer est le premier président de l'Australian Art Association à Melbourne, créée le 30 août 1912 ; il occupe se poste jusqu'à sa mort,. Officer est aussi nommé administrateur de la Bibliothèque d'État du Victoria ainsi que des musées de la National Gallery of Victoria en 1916.
Quand la Première Guerre mondiale éclate, Officer est déclaré inapte, mais il collecte 2 000 £ de ses expositions individuelles à Sydney et Melbourne pour les donner à la Croix-Rouge australienne. Il est membre du Melbourne Savage Club de 1911 à 1921.
Edward Cairns Officer meurt d'une encéphalite à Macedon le 7 juillet 1921, où il est enterré.

## Œuvre
Edward Cairns Officer réalise principalement des paysages sobres, « avec un sentiment de plein air », à l'huile. Juliet Peers estime que l'influence d'E. Phillips Fox est grande dans sa manière d'inclure des valeurs de couleurs émotives dans les formules parfois fades de ses paysages nationalistes.
L'œuvre d'Officer reflète les valeurs de son époque. Pour ses contemporains, sa sensibilité pastorale confère de la véracité à ses peintures de paysages de bush, par rapport à celles peintes par des artistes de la ville qui font des excursions à la campagne pour faire de la peinture de plein air. Il puise un style « solide et grandiose » dans les motifs habituels et poétiques de l'École de Heidelberg, en conservant la surface animée mais en déployant des coups de pinceau avec une vigueur consciente : ses œuvres les plus distinctives apportent une vivacité lyrique au paysage australien traditionnel.